# Hokej na lodzie na Zimowych Igrzyskach Olimpijskich 1968
Hokej na lodzie był jedną z konkurencji rozgrywanych podczas igrzysk olimpijskich. Do turnieju zgłoszono 14 zespołów.
Turniej został rozegrany w dniach 6–17 lutego 1968 roku.
Drużyny podzielono na dwie grupy: grupę A w której wystąpiło 8 zespołów walczących o medale oraz grupę B w której walczył 6 zespołów.
Do grupy A zostały zaliczone drużyny które na mistrzostwach świata grupy A w roku 1967 zajęły miejsca 1.-5. oraz zwycięzców trzech meczów kwalifikacyjnych, które zostały rozegrane przed turniejem olimpijskim tj. NRD, RFN, Finlandia.
W obu grupach rywalizowano systemem każdy z każdym. Reprezentacja Związku Radzieckiego obroniła złoty medal zdobyty podczas zimowych igrzysk w 1964 roku.
W klasyfikacji kanadyjskiej zwyciężył Rosjanin Anatolij Firsow zdobywca dwunastu bramek i czterech asyst. Najlepszym bramkarzem wybrano Kanadyjczyka Kena Brodericka, obrońcą Czecha Josef Horešovský’ego, a napastnikiem Rosjanina Anatolija Firsowa.

## Runda kwalifikacyjna
| 4 lutego 1968 | NRD | 3:1 | Norwegia |  |

|  |  |  |  |  |

| 4 lutego 1968 | RFN | 7:0 | Rumunia |  |

|  |  |  |  |  |

| 4 lutego 1968 | Finlandia | 11:2 | Jugosławia |  |

|  |  |  |  |  |

### Tabela końcowa

#### Grupa A
| Drużyna           | M | Mecze | Mecze | Mecze | Bramki | Bramki | Bramki | Pkt | Uwagi |
| Drużyna           | M | W     | R     | P     | +      | –      | +/−    | Pkt | Uwagi |
| ----------------- | - | ----- | ----- | ----- | ------ | ------ | ------ | --- | ----- |
| ZSRR              | 7 | 6     | 0     | 1     | 48     | 10     | +38    | 12  |       |
| Czechosłowacja    | 7 | 5     | 1     | 1     | 33     | 17     | +16    | 11  |       |
| Kanada            | 7 | 5     | 0     | 2     | 28     | 15     | +13    | 10  |       |
| Szwecja           | 7 | 4     | 1     | 2     | 23     | 18     | +5     | 9   |       |
| Finlandia         | 7 | 3     | 1     | 3     | 17     | 23     | -6     | 7   |       |
| Stany Zjednoczone | 7 | 2     | 1     | 4     | 23     | 28     | -5     | 5   |       |
| RFN               | 7 | 1     | 0     | 6     | 13     | 39     | -26    | 2   |       |
| NRD               | 7 | 0     | 0     | 7     | 13     | 48     | -35    | 0   |       |

Wyniki
| 6 lutego 1968 | Czechosłowacja | 5:1 | Stany Zjednoczone |  |

|  |  |  |  |  |

| 6 lutego 1968 | ZSRR | 8:0 | Finlandia |  |

|  |  |  |  |  |

| 6 lutego 1968 | Kanada | 6:1 | RFN |  |

|  |  |  |  |  |

| 7 lutego 1968 | Szwecja | 4:3 | Stany Zjednoczone |  |

|  |  |  |  |  |

| 7 lutego 1968 | ZSRR | 9:0 | NRD |  |

|  |  |  |  |  |

| 8 lutego 1968 | RFN | 1:5 | Czechosłowacja |  |

|  |  |  |  |  |

| 8 lutego 1968 | Finlandia | 5:2 | Kanada |  |

|  |  |  |  |  |

| 9 lutego 1968 | Kanada | 11:0 | NRD |  |

|  |  |  |  |  |

| 9 lutego 1968 | Szwecja | 5:4 | RFN |  |

|  |  |  |  |  |

| 9 lutego 1968 | ZSRR | 10:2 | Stany Zjednoczone |  |

|  |  |  |  |  |

| 10 lutego 1968 | Czechosłowacja | 4:3 | Finlandia |  |

|  |  |  |  |  |

| 10 lutego 1968 | Szwecja | 5:2 | NRD |  |

|  |  |  |  |  |

| 11 lutego 1968 | Kanada | 3:2 | Stany Zjednoczone |  |

|  |  |  |  |  |

| 11 lutego 1968 | ZSRR | 9:1 | RFN |  |

|  |  |  |  |  |

| 12 lutego 1968 | Czechosłowacja | 10:3 | NRD |  |

|  |  |  |  |  |

| 12 lutego 1968 | Szwecja | 5:1 | Finlandia |  |

|  |  |  |  |  |

| 12 lutego 1968 | Stany Zjednoczone | 8:1 | RFN |  |

|  |  |  |  |  |

| 13 lutego 1968 | ZSRR | 3:2 | Szwecja |  |

|  |  |  |  |  |

| 13 lutego 1968 | Kanada | 3:2 | Czechosłowacja |  |

|  |  |  |  |  |

| 14 lutego 1968 | Finlandia | 3:2 | NRD |  |

|  |  |  |  |  |

| 15 lutego 1968 | Stany Zjednoczone | 6:4 | NRD |  |

|  |  |  |  |  |

| 15 lutego 1968 | Kanada | 3:0 | Szwecja |  |

|  |  |  |  |  |

| 15 lutego 1968 | Czechosłowacja | 5:4 | ZSRR |  |

|  |  | (3:1, 1:1, 1:2) |

| 16 lutego 1968 | Finlandia | 4:1 | RFN |  |

|  |  |  |  |  |

| 17 lutego 1968 | RFN | 4:2 | NRD |  |

|  |  |  |  |  |

| 17 lutego 1968 | Stany Zjednoczone | 1:1 | Finlandia |  |

|  |  |  |  |  |

| 17 lutego 1968 | Czechosłowacja | 2:2 | Szwecja |  |

|  |  |  |  |  |

| 17 lutego 1968 | ZSRR | 5:0 | Kanada |  |

|  |  | (1:0, 1:0, 3:0) |

#### Grupa B
| Drużyna    | M | Mecze | Mecze | Mecze | Bramki | Bramki | Bramki | Pkt |
| Drużyna    | M | W     | R     | P     | +      | –      | +/−    | Pkt |
| ---------- | - | ----- | ----- | ----- | ------ | ------ | ------ | --- |
| Jugosławia | 5 | 5     | 0     | 0     | 33     | 9      | +24    | 10  |
| Japonia    | 5 | 4     | 0     | 1     | 27     | 12     | +15    | 8   |
| Norwegia   | 5 | 3     | 0     | 2     | 15     | 15     | 0      | 6   |
| Rumunia    | 5 | 2     | 0     | 3     | 22     | 23     | -1     | 4   |
| Austria    | 5 | 1     | 0     | 4     | 12     | 27     | -15    | 2   |
| Francja    | 5 | 0     | 0     | 5     | 9      | 32     | -23    | 0   |

Wyniki
| 7 lutego 1968 | Jugosławia | 5:1 | Japonia |  |

|  |  |  |  |  |

| 7 lutego 1968 | Rumunia | 3:2 | Austria |  |

|  |  |  |  |  |

| 8 lutego 1968 | Norwegia | 4:1 | Francja |  |

|  |  |  |  |  |

| 9 lutego 1968 | Rumunia | 7:3 | Francja |  |

|  |  |  |  |  |

| 9 lutego 1968 | Jugosławia | 6:0 | Austria |  |

|  |  |  |  |  |

| 10 lutego 1968 | Japonia | 4:0 | Norwegia |  |

|  |  |  |  |  |

| 11 lutego 1968 | Austria | 5:2 | Francja |  |

|  |  |  |  |  |

| 12 lutego 1968 | Japonia | 5:4 | Rumunia |  |

|  |  |  |  |  |

| 12 lutego 1968 | Norwegia | 5:4 | Austria |  |

|  |  |  |  |  |

| 13 lutego 1968 | Jugosławia | 10:1 | Francja |  |

|  |  |  |  |  |

| 14 lutego 1968 | Norwegia | 4:3 | Japonia |  |

| Godzina: 10:00 |

| 15 lutego 1968 | Japonia | 11:1 | Austria |  |

|  |  |  |  |  |

| 16 lutego 1968 | Jugosławia | 9:5 | Rumunia |  |

|  |  |  |  |  |

| 17 lutego 1968 | Norwegia | 6:2 | Francja |  |

|  |  |  |  |  |

| 17 lutego 1968 | Jugosławia | 3:2 | Norwegia |  |

|  |  |  |  |  |

## Statystyki
Zawodnicy z pola
- Klasyfikacja strzelców –  Anatolij Firsow: 12 goli
- Klasyfikacja asystentów –  Władimir Wikułow: 10 asyst
- Klasyfikacja kanadyjska –  Anatolij Firsow: 16 punktów

## Nagrody
Najlepsi zawodnicy na pozycjach
- Bramkarz:  Ken Broderick
- Najlepszy obrońca:  Josef Horešovský
- Najlepszy napastnik:  Anatolij Firsow

Skład gwiazd turnieju
- Bramkarz:  Ken Broderick
- Obrońcy:  Jan Suchý,  Lennart Svedberg
- Napastnicy:  Fran Huck,  Anatolij Firsow,  František Ševčík

## Klasyfikacja końcowa zespołów
| Miejsce | Drużyna           | Reprezentanci |
| ------- | ----------------- | --- |
|         | Związek Radziecki | Wienjamin Aleksandrow, Wiktor Blinow, Witalij Dawidow, Anatolij Firsow, Anatolij Jonow, Wiktor Konowalienko, Wiktor Kuźkin, Boris Majorow, Jewgienij Miszakow, Jurij Mojssiejew, Wiktor Połupanow, Aleksandr Ragulin, Igor Romiszewski, Oleg Zajcew, Jewgienij Zimin, Wiktor Zinger, Wiaczesław Starszynow, Władimir Wikułow |
|         | Czechosłowacja    | Josef Černý, Vladimír Dzurilla, Jozef Golonka, Jan Havel, Petr Hejma, Jiří Holík, Josef Horešovský, Jan Hrbatý, Jaroslav Jiřík, Jan Klapáč, Jiří Kochta, Oldřich Machač, Karel Masopust, Vladimír Nadrchal, Václav Nedomanský, František Pospíšil, František Ševčík, Jan Suchý; Trenerzy: Vladimír Kostka, Jaroslav Pitner   |
|         | Kanada            | Roger Bourbonnais, Kenneth Broderick, Raymond Cadieux, Paul Conlin, Gary Dineen, Brian Glennie, Ted Hargreaves, Fran Huck, Marshall Johnston, Barry MacKenzie, Bill MacMillan, Stephen Monteith, Morris Mott, Terry O’Malley, Danny O’Shea, Gerry Pinder, Herbert Pinder, Wayne Stephenson                                   |
| 4.      | Szwecja           | Leif Holmqvist, Hans Dahllöf, Lars-Eric Sjöberg, Arne Carlsson, Lennart Svedberg, Roland Stoltz, Nils Johansson, Björn Palmqvist, Folke Bengtsson, Carl-Göran Öberg, Håkan Wickberg, Tord Lundström, Henric Hedlund, Svante Granholm, Roger Olsson, Leif Henriksson, Lars-Göran Nilsson, Bert-Ola Nordlander                 |
| 5.      | Finlandia         | Urpo Ylönen, Urpo Ylönen, Paavo Tirkkonen, Juha Rantasila, Pekka Kuusisto, Lalli Partinen, Seppo Lindström, Matti Reunamäki, Juhani Wahlsten, Matti Keinonen, Lasse Oksanen, Jorma Peltonen, Esa Peltonen, Kari Johansson, Veli-Pekka Ketola, Matti Harju, Pekka Leimu, Ilpo Koskela                                         |
| 6.      | Stany Zjednoczone | Herb Brooks, John Cunniff, Jack Dale, Craig Falkman, Robert Gaudreau senior, Paul Hurley, Tom Hurley, Leonhard Lilyholm, Jim Logue, John Morrison, Lou Nanne, Bob Paradise, Larry Pleau, Bruce Riutta, Donald Ross, Pat Rupp, Larry Stordahl, Doug Volmar                                                                    |
| 7.      | RFN               | Günter Knauss, Sepp Schramm, Leonhard Waitl, Heinz Bader, Otto Schneitberger, Johannes Schichtl, Josef Völk, Heinz Weisenbach, Rudolf Thanner, Ernst Köpf, Gustav Hanig, Manfred Gmeiner, Peter Lax, Sepp Reif, Bernd Kuhn, Lorenz Funk, Horst Meindel, Alois Schloder                                                       |
| 8.      | NRD               | Dieter Pürschel, Klaus Hirche, Manfred Buder, Ulrich Noack, Helmut Novy, Wolfgang Plotka, Wilfried Sock, Dieter Voigt, Lothar Fuchs, Bernd Hiller, Bernd Karrenbauer, Dieter Kratzsch, Hartmut Nickel, Dietmar Peters, Peter Prusa, Bernd Poindl, Joachim Ziesche, Rüdiger Noack                                             |
| 9.      | Jugosławia        | Anton Jože Gale, Rudi Knez, Franc Razinger, Ivo Jan, Vlado Jug, Ivo Ratej, Viktor Ravnik, Janez Mlakar, Viktor Tišler, Bogo Jan, Boris Renaud, Ciril Klinar, Albin Felc, Roman Smolej, Franc Smolej, Miroslav Gojanović, Rudi Hiti, Slavko Beravs                                                                            |
| 10.     | Japonia           | Toshimitsu Otsubo, Katsuji Morishima, Isao Asai, Michihiro Sato, Takaaki Kaneiri, Hisashi Kasai, Toru Itabashi, Kenji Toriyabe, Minoru Ito, Takeshi Akiba, Kimihisa Kudo, Mamoru Takashima, Koji Iwamoto, Yutaka Ebina, Takao Hikigi, Toru Okajima, Kazuo Matsuda, Nobuhiro Araki                                            |
| 11.     | Norwegia          | Kåre Østensen, Thor Martinsen, Terje Steen, Svein Norman Hansen, Tor Gundersen, Odd Syversen, Arne Mikkelsen, Christian Petersen, Rodney Riise, Per Skjerwen Olsen, Steinar Bjølbakk, Svein Haagensen, Georg Smefjell, Trygve Bergeid, Terje Thoen, Olav Dalsøren, Bjørn Johansen                                            |
| 12.     | Rumunia           | Constantin Dumitraș, Ștefan Ionescu, Mihai Stoiculescu, Dezideriu Varga, Zoltan Czaka, Zoltan Fagarasi, Răzvan Schiau, Ștefan Texe, Vasile Boldescu, Eduard Pană, Geza Szabo, Ion Bașa, Iulian Florescu, Aurel Moiș, Alexandru Calamar, Valentin Ștefan, Ioan Gheorghiu, Iuliu Szabo                                         |
| 13.     | Austria           | Karl Pregl, Gerd Schager, Josef Mössmer, Gerhard Felfernig, Hermann Erhart, Gerhard Hausner, Franz Schilcher, Heinz Schupp, Walter König, Josef Schwitzer, Heinz Knoflach, Sepp Puschnig, Klaus Weingärtner, Klaus Kirchbaumer, Dieter Kalt, Günter Burghard, Paul Samonig, Adelbert St. John                                |
| 14.     | Francja           | Jean-Claude Sozzi, Bernard Deschamps, Joël Godeau, Claude Blanchard, Philippe Lacarrière, René Blanchard, Bernard Cabanis, Joël Gauvin, Gérard Faucomprez, Alain Mazza, Olivier Prechac, Gilbert Lèpre, Patrick Pourtanel, Michel Caux, Gilbert Itzicsohn, Daniel Grando, Patrick Francheterre, Charles Liberman             |